# Peltop de plana
El peltop de plana (Peltops blainvillii) és una espècie d'ocell de la família dels artàmids.

## Hàbitat i distribució
Habita grans arbres a la vora del bosc a Nova Guinea, Waigeo, Salawati i Misool.